# Карадай (река)
Карадай (укр. Карадай) — левый приток реки Чага, расположенный на территории Тарутинского района (Одесская область, Украина). На топографической карте указана Без названия.

## География
Длина — 12 км. Площадь водосборного бассейна — 34,6 км². Долина с обрывистыми берегами, частично изрезана балками и промоинами. Русло на протяжении всей длины пересыхает. На реке нет прудов.
Берёт начало юго-восточнее села Юрьевка. Река течёт на юг, в нижнем течении по долине Попи. Впадает в реку Чага (на 49-м км от её устья) севернее села Весёлая Долина.